# Кособинський сільський округ (Карабалицький район)
Кособи́нський сільський округ (каз. Қособа ауылдық округі, рос. Кособинский сельский округ) — адміністративна одиниця у складі Карабалицького району Костанайської області Казахстану. Адміністративний центр та єдиний населений пункт — село Кособа.
Населення — 704 особи (2021; 1237 у 2009, 2951 у 1999, 4660 у 1989).
Станом на 989 рік існувала Карабалицька сільська рада (села Кособа, Назаровка, селища Березовський, Карачаколь) та Славенська сільська рада (села Вишневе, Славенка, селища Ленінський, Лісний (Шингіль), Октябрський). Село Ленінське було ліквідовано 2005 року, село Назаровка - 2011 року, село Шингіль - 2016 року, село Березовське — також 2016 року. 2019 року Карабалицький сільський округ був розділений на Кособинську сільську адміністрацію та Карачакольську сільську адміністрацію, Славенський сільський округ був розділений на Октябрську сільську адміністрацію та Славенську сільську адміністрацію. Тоді ж 4 сільські адміністрацію утворили Кособинський сільський округ.

## Склад
До складу округу входять такі населені пункти:
| Населений пункт     | Старі назви  | Населення, осіб (1989) | Населення, осіб (1999) | Населення, осіб (2009) | Населення, осіб (2021) |
| ------------------- | ------------ | ---------------------- | ---------------------- | ---------------------- | ---------------------- |
| Вишневе, село       | -            | 498                    | 300                    | -                      | -                      |
| Карачаколь, село    | -            | 352                    | 165                    | 76                     | 36                     |
| Кособа, село        | Косаба       | 1241                   | 841                    | 351                    | 203                    |
| --Березовське, село | Березовський | 214                    | 156                    | 29                     | 3                      |
| Ленінське, село     | Ленінський   | 113                    | 63                     | -                      | -                      |
| Назаровка, село     | -            | 365                    | 228                    | 2                      | -                      |
| Октябрське, село    | Октябрський  | 409                    | 266                    | 179                    | 94                     |
| Славенка, село      | -            | 1287                   | 823                    | 595                    | 368                    |
| Шингіль, село       | Лісний       | 181                    | 109                    | 5                      | -                      |